# Гулья, Луис Альберто
Луис Альберто Гулья (исп. Luis Alberto Gulla, годы жизни неизвестны) — уругвайский шахматист.
В 1939 г. в составе сборной Уругвая участвовал в шахматной олимпиаде, проходившей в Буэнос-Айресе. Выступая на 3-й доске, он набрал 2½ очка в 9 партиях: победил Э. Эспинолу (Парагвай) и Х. Родригеса Уртадо (Боливия), свел вничью партию с Дэн. Яновским (Канада) и проиграл Р. Флоресу (Чили), О. Нейкирху (Болгария), В. Кану (Франция), М. Фейгину (Латвия), Х. Сьерре (Эквадор) и Й. Гудмундссону (Исландия).
Вскоре после завершения олимпиады он принял участие в международном турнире в Монтевидео. В этом соревновании он занял последнее место, проиграв все 7 партий.
Другой информации о жизни шахматиста нет.